# Antonina Tomaszewska

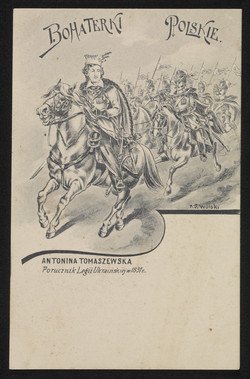
Pocztówka z 1909 r.

Antonina Tomaszewska (ur. 1814 w powiecie rosieńskim, zm. 1883 w Płocku) – polska szlachcianka, uczestniczka powstania listopadowego na Żmudzi, w latach 1831–1857 na emigracji w Prusach, Belgii i Francji.

## Życiorys

### Dzieciństwo i młodość
Urodziła się w 1814 r. w powiecie rosieńskim, obwodzie kowieńskim na Żmudzi. Była córką szlachecką, wywodziła się z rodziny o bogatej tradycji patriotycznej. Uczyła się u sióstr benedyktynek w szkole przy klasztorze w Krożach, ze względu na wysoki poziom nauczania zwanych Żmudzkimi Atenami.
Wzorem do naśladowania była dla niej mickiewiczowska Grażyna. Bezpośrednim impulsem decydującym o przystąpieniu Antoniny do powstania był przykład Emilii Plater, która dowodząc zorganizowanym przez siebie oddziałem zaatakował silnie uzbrojoną i potężnie obwarowaną twierdzę Dyneburg.

### Ochotniczka w powstaniu listopadowym na Żmudzi
W roku wybuchu powstania listopadowego w Warszawie (1830 r.) Antonina miała 16 lat. Gdy sztandary powstańcze rozwinięto na Litwie, wprost z klasztoru w Krożach Antonina podążyła do oddziałów powstańczych. Organizatorem powstania w powiecie rosieńskim był Juliusz Grużewski, naczelnikiem wojskowym powiatu Ezechiel Staniewicz. Antoninę przyjęto do jazdy żmudzkiej. Szybko nauczyła się jazdy konnej i posługiwania się lancą. Oprócz zwykłej broni, w którą standardowo wyposażony był każdy kawalerzysta, nosiła przy sobie sztylet, który miał ją ochronić w nagłych niebezpieczeństwach. W potyczkach oddziału Grużewskiego wykazywała się brawurą i odwagą.

### Podporucznik jazdy żmudzkiej
Gdy regularne oddziały polskie z Królestwa wkroczyły na Litwę oddział powstańczy, w którym  służyła Antonina został włączony w skład jednostek polskich. Grupa Grużewskiego służyła odtąd pod rozkazami generała Rolanda. W bitwie pod Mankuniami pod dowództwem generałów Dezyderego Chłapowskiego i Antoniego Giełguda Antonina Tomaszewska wykazała się bezprzykładnym męstwem i zdecydowaniem. Oddziały polskie zagrożone były przez jazdę czerkieską, przeciw której wysłano kawalerię żmudzką. Antonina atakowała przeciwnika z wielką odwagą, ruszyła do boju w pierwszym szeregu, czym wzbudziła powszechny podziw i zapaliła innych do walki. Po rozgromieniu Czerkiesów, dzięki czemu korpus polski uniknął okrążenia, dzielna dziewczyna powitana została w obozie gromkimi wiwatami współtowarzyszy. Zgromadzone oddziały powstańcze witały ją okrzykiem „Hurraa”.
Pogarszająca się sytuacja wojsk polskich i oddziałów powstańczych nie skłoniła Antoniny do rezygnacji z walki. Nadal odznaczała się męstwem i brawurą, biorąc udział w bitwach pod Szawlami i Powendeniami, za zasługi w których mianowana została na stopień podporucznika. Bitwa pod Powendeniami była ostatnią potyczką regularnego korpusu polskiego na Żmudzi i tylko przyśpieszyła decyzję dowództwa o ewakuacji polskiego korpusu do Prus. Granicę pruską w dniach od 13 do 15 lipca 1831 r. przekroczyło łącznie 15000 żołnierzy regularnej armii polskiej, siła potencjalnie zdolna jeszcze przez wiele miesięcy wiązać znaczne siły rosyjskie na Litwie, dla odciążenia oddziałów walczących pod Warszawą. Wskutek, jak się wydaje, błędnej decyzji dowódców doszło do upadku powstania litewskiego, a następnie powstania w Królestwie.
Decyzja o ewakuacji polskiego korpusu do Prus była dla Antoniny ciężkim przeżyciem, mimo to podczas odwrotu generała Rolanda pocieszała swoich towarzyszy. Prawie wszyscy Polacy zamieszkujący Prusy chcieli spotkać tę odważną kobietę i gościć ją w swoich domach, bowiem sława dzielnej Żmudzinki dużo wcześniej przekroczyła granice Litwy.

### Emigracja
Pierwsze lata po opuszczeniu Litwy Antonina spędziła najprawdopodobniej w Prusach, później zamieszkała
w Belgii, a od początku 1837 r. we francuskim Rouen. Utrzymywała się prawdopodobnie z żołdu wypłacanego oficerom – emigrantom – powstańcom przez rządy Francji, Belgii i specjalne towarzystwo założone w tym celu w Anglii. Na emigracji przybrała drugie nazwisko Pruszyńska, innej poległej uczestniczki powstania listopadowego na Litwie, ponieważ z różnych względów chciała zachować anonimowość. W Belgii pojawiła się oszustka z Lublina podająca się za uczestniczkę litewskiego powstania podszywająca się pod Antoninę Tomaszewską. Nosiła nazwisko Dulska i została szybko rozszyfrowana przez emigrację. Oszustka musiała być prawdopodobnie bardzo aktywna, bowiem brukselska Polonia zamieściła ostrzeżenie o niej w kilku gazetach belgijskich.
Ostatnia wiadomość o losach Tomaszewskiej na emigracji pochodzi z listów Joachima Lelewela, który wspomina o niej przy okazji organizowanej w Belgii pamiątki powstania listopadowego, której miała przewodniczyć. Na emigracji A. Tomaszewska wyszła za mąż za oficera polskiego Wierzbickiego, ale nie jest znana dokładna data ślubu.

### Powrót do ojczyzny
Wróciła do Polski po 26 latach emigracji, w 1857 r., w wyniku ogłoszonej przez władze carskie amnestii. Zamieszkała wraz z mężem i dziećmi w majątku męża pod Płockiem. W czasie powstania styczniowego, nie mogąc walczyć z bronią w ręku, podjęła działalność opiekuńczą. Zmarła w Płocku w 1883 r.